# Maria Cristina Giongo
Maria Cristina Giongo (Milán, 5 de mayo de 1951) periodista y escritora Italiana.

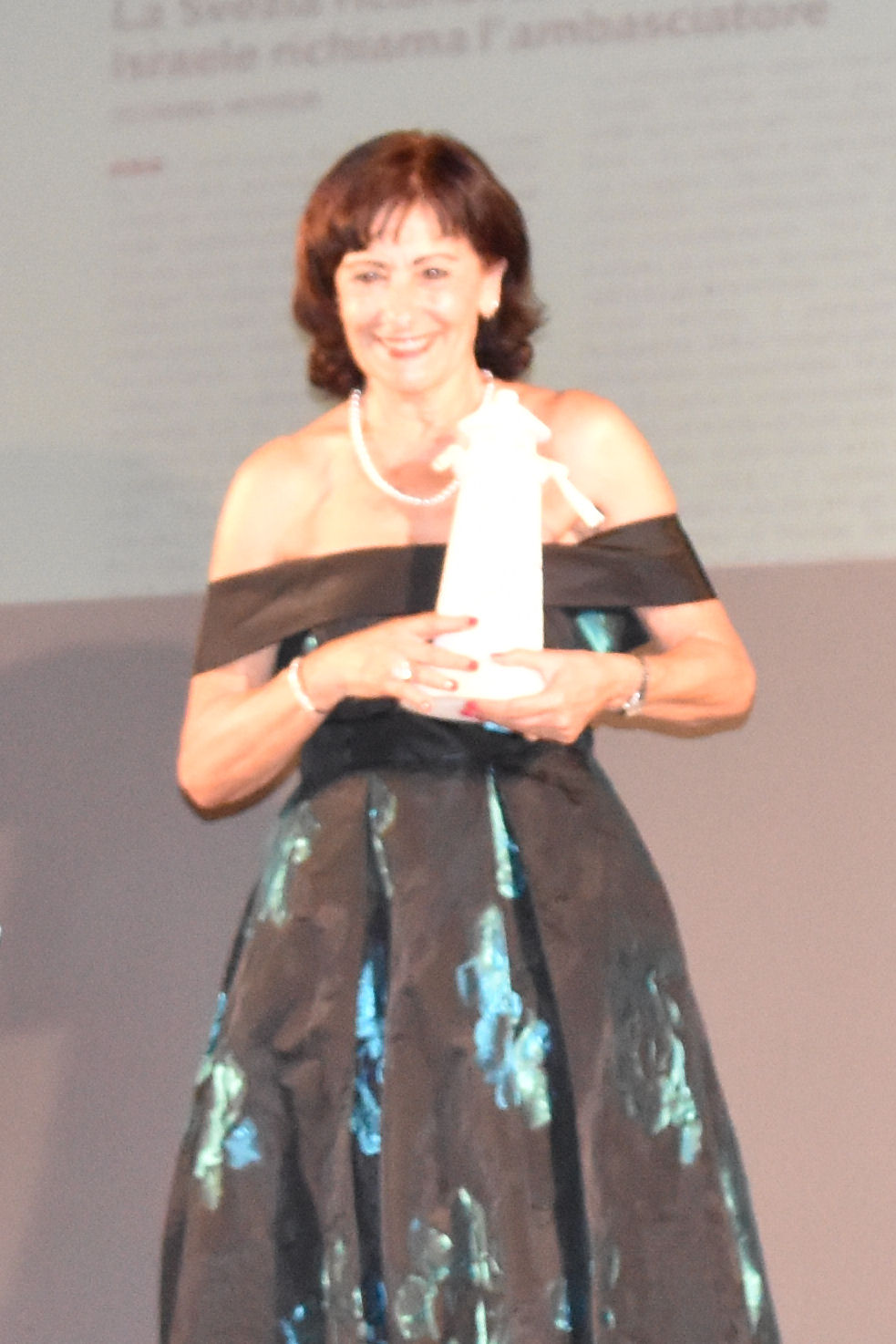
Maria Cristina Giongo - Otranto, 11 de septiembre de 2016, ganador de 'Premio Giornalisti del Mediterraneo, sezione terrorismo'

Radica actualmente en Eindhoven (Holanda) donde trabaja como corresponsal para numerosas revistas Italianas.
De 1976 a 1981 trabajó como presentadora de televisión en Italia.
Presentó miles de emisiones de un programa diario en vivo para consumidores con un fragmento dedicado a entrevistas a personajes famosos del mundo de la política, de la Salud pública, de la actualidad, la moda y la belleza. Por este programa ganó un premio de Televisión ( « Premio onda tivu », en la categoría de actualidad y talk show).
En 1997 realizó un documental sobre el consumo de drogas en Holanda con un equipo de la RAI en colaboración con la ONU. 
Se le otorgó el honor de "Cavaliere dell’Ordine della Stella d’Italia" (Caballero de la Orden de la Estrella de Italia) con el decreto del 6 de diciembre de 2022 publicado en el boletín oficial del Quirinale, otorgado por el presidente de la República Italiana, Sergio Mattarella.

## Obras

### Publicaciones en revistas y diarios
Maria Cristina Giongo ha escrito cientos de artículos para diarios como Il Giornale, Corriere della Sera, Libero, Avvenire y para semanarios como ‘Il Popolo lombardo’ y ‘Oggi’, ‘Novella 2000’, ‘Astra’, ‘Alba’, ‘Sette’, ‘Salve’, ‘Visto’, ‘Corriere Medico’ y la revista mensual ‘OK La salute’ de la editorial Rizzoli Rcs. Aquí han sido publicadas entrevistas a personajes como el político holandés Geert Wilders, los embajadores italianos en los Países Bajos, Gaetano Cortese (2009), Franco Giordano (2011), Andrea Perugini (2017), Giorgio Novello (2021), el político y escritor francés Alexander Del Valle, el productor de cine y embajador de Eurordis 2014 Sean Hepburn Ferrer (hijo de Audrey Hepburn), los escritores italianos Niccolo Ammaniti y Umberto Eco, el actor italiano Lino Banfi y los cantautores italianos Al Bano, Toto Cutugno, Giada Valenti, Francesco Baccini y Roberto Vecchioni, el psicólogo clínico Jan Derksen, el piloto de Fórmula 1 Jarno Trulli y el director de ESTEC-ESA en Holanda Franco Ongaro y el astronauta italiano Luca Parmitano de la Agencia Espacial Europea (AEE). Así mismo ha realizado un reportaje sobre la boda del príncipe heredero al trono de Holanda Guillermo Alejandro y la argentina Máxima Zorreguieta, y un reportaje de la investidura del Rey holandés Willem-Alexander y la Reina Máxima para el diario nacional italiano “Libero”. Ganado en Otranto (Puglia) el Premio Salento - Periodistas del Mediterráneo - Sección Terrorismo, 11 de septiembre de 2016, por el artículo publicado en el diario Libero: 'Tenía que matar a la madre y la hermana para salvarlos de ISIS'.
En Corriere della Sera apareció una entrevista a Karol Wojtyła (quien se convertiría en el santo Papa Juan Pablo II): y también se ha publicado un artículo en el diario 'Avvenire' con ocasión de su beatificación.
Como miembro de la Pro Petri Sede del Benelux se encuentra con Papa Francisco 10 de febrero de 2016 y de Sus manos recibió la medalla pontificia del año jubilar de la misericordia. El 24 de febrero de 2023, fue recibida por el Papa Francisco en audiencia privada, junto con algunos miembros de Pro Petri Sede, en el Aula Clementina ubicada en el Palacio Apostólico de la Ciudad del Vaticano.